# Абайский район (Шымкент)
Абайский район (каз. Абай ауданы) — административно-территориальная единица города Шымкент в Казахстане. Образован 10 апреля 1973 года, в 1996 году упразднён, в 2004 восстановлен.

## Население
Национальный состав района (на начало 2019 года):
- казахи — 200 382 чел. (69,24 %)
- узбеки — 53 979 чел. (18,65 %)
- русские — 17 593 чел. (6,08 %)
- азербайджанцы — 9 028 чел. (3,12 %)
- татары — 2 176 чел. (0,75 %)
- турки — 1 071 чел. (0,37 %)
- уйгуры — 1 051 чел. (0,36 %)
- корейцы — 930 чел. (0,32 %)
- киргизы — 927 чел. (0,32 %)
- украинцы — 332 чел. (0,11 %)
- чеченцы — 259 чел. (0,09 %)
- персы — 239 чел. (0,08 %)
- немцы — 206 чел. (0,07 %)
- греки — 139 чел. (0,05 %)
- таджики — 136 чел. (0,05 %)
- курды — 133 чел. (0,05 %)
- башкиры — 80 чел. (0,03 %)
- другие — 726 чел. (0,25 %)
- Всего — 289 387 чел. (100,00 %)

## Акимы
1. Турабаев, Жарылкасын Турабайулы января 2005 — 2 июня 2006[4]
2. Ажибеков, Камиль Бахтиярович 24 октября 2006
3. Байгонов, Жамбыл Шыракбаевич 27 августа 2011 года — ~2013
4. Татыбаев, Ахмет Отегенович с 28 мая 2013
5. Парманов, Бухарбай Рыскулович с 04.07.2018[5]
6. Толепов, Галымжан Ануарбекович 06.09.2019 — 30.06.2024[6]
7. Султанхан, Шакир Асылханулы с 01.07.2024[7]